# Milichiella argentiventris
Milichiella argentiventris är en tvåvingeart som beskrevs av Friedrich Georg Hendel 1931. Milichiella argentiventris ingår i släktet Milichiella och familjen sprickflugor. Inga underarter finns listade i Catalogue of Life. Artens utbredningsområde är nordöstra Afrika och södra spetsen av den arabiska halvön i länderna Egypten, Oman, Jemen, Sudan och Nigeria.